# Oguta
Oguta è una città della Repubblica Federale della Nigeria appartenente allo Stato di Imo. 
È il capoluogo dell'omonima area a governo locale (local government area) che conta una popolazione di 143.008 abitanti.